# Ta13oo
Ta13oo (stilizzato in TA13OO e pronunciato Taboo) è il terzo album in studio del rapper statunitense Denzel Curry, pubblicato il 27 luglio 2018 dalle etichette discografiche PH Recordings e Lima Vista Recordings. L'album fa da seguito sia all'album Imperial, del 2016, che all'EP 13, del 2017.
L'album è stato supportato da cinque singoli: Sumo, Percs, Clout Cobain, Vengeance e Black Balloons.

## Antefatti
In un'intervista condotta da Zane Lowe, Denzel Curry ha descritto la struttura dell'album tramite la seguente dichiarazione:
Una dichiarazione che accompagna il videoclip di Clout Cobain recita:

## Ispirazioni
Ta13oo prende ispirazione da una variegata serie di elementi, al di fuori degli argomenti a cui si ispira esplicitamente. La copertina dell'atto Dark e lo stile del videoclip del brano Clout Cobain sono probabilmente ispirati dal romanzo Fahrenheit 451 di Ray Bradbury. Nel romanzo una società è raffigurata come in decadenza comunicativa e conoscitiva. Sempre nel romanzo, il personaggio di Mildred guarda uno spettacolo chiamato "The White Clown" che descrive la violenza grafica per distrarre la società. Il pagliaccio bianco del romanzo è simile a come Curry usa le immagini nel video musicale Clout Cobain per discutere della mancanza di consapevolezza nella comunità rap moderna.

## Pubblicazione e promozione
Il primo singolo, Sumo, venne pubblicato il 30 marzo 2018 per lo streaming ed il download digitale. Il secondo singolo, Percs, venne pubblicato il 25 maggio 2018 e fa da singolo per il terzo atto dell'album, Dark. Il terzo singolo, Clout Cobain, venne pubblicato il 12 luglio 2018 insieme all'annesso videoclip. Black Balloons e Cash Maniac vennero pubblicati come singoli promozionali rispettivamente il 23 ed il 24 luglio seguente.
L'album è stato pubblicato venendo suddiviso in tre atti tra il 25 ed il 27 luglio 2018. L'album venne poi in seguito pubblicato nella sua interezza il 27 luglio.

## Accoglienza
| Recensione                   | Giudizio |
| ---------------------------- | -------- |
| Metacritic                   | 86/100   |
| AllMusic                     |          |
| Europa e cultura elettronica |          |
| Highsnobiety                 |          |
| HipHopDX                     |          |
| HotNewHipHop                 | 91%      |
| The Next Tune                | 9,3/10   |
| Pitchfork                    | 7,7/10   |
| Sentireascoltare             | 7,4/10   |
| Sputnikmusic                 |          |

Al momento della pubblicazione l'album ricevette ampi consensi da parte della critica di settore. Il sito Metacritic, che assegna un punteggio da 0 a 100, gli ha dato un punteggio di 86 basato su sei recensioni professionali.
Dean Van Nguyen, in una recensione per il webzine Pitchfork circa l'album, ha scritto:
In una recensione per AllMusic Neil Z. Yeung ha invece scritto:

## Tracce
Crediti e lista tracce adattati da Apple Music. 

Testi di Denzel Curry, eccetto dove indicato.

### Atto 1:Light
1. Taboo – 3:17 (musica: Finak N Zac, M-Sol)
2. Black Balloons (feat. Twelve'Len e GodLink) – 3:30 (testo: Curry, D'Anthony Carlos – musica: Finak N Zac, Mickey de Grand IV)
3. Cash Maniac (feat. Nyyjerya) – 3:18 (testo: Curry, Imani Taylor – musica: Mickey de Grand IV, Finaki N Zac, DJ Swish)
4. Sumo – 3:47 (musica: Charlie Heat)

Durata totale: 13:52

### Atto 2:Gray
1. Super Sayan Superman – 2:12 (musica: Finak N Zac, HWLS, OZ)
2. Switch It Up – 2:55 (musica: Ronny J, Illmind)
3. Mad I Got It – 3:52 (musica: Finak N Zac, Hippie Sabotage)
4. Sirens (feat. J.I.D) – 3:56 (testo: Curry, Destin Route – musica: DJ Dahi, Billie Eilish)
5. Clout Cobain – 3:51 (musica: J Gramm, Mike Hector)

Durata totale: 16:46

### Atto 3:Dark
1. The Blackest Balloon – 2:55 (musica: Mickey de Grand IV, Finak N Zac)
2. Percs – 3:06 (musica: Finak N Zac, J Gramm)
3. Vengeance (feat. JPEGMAFIA e ZillaKami) – 4:00 (testo: Curry, Barrington Hendricks, Junius Rogers – musica: Mickey de Grand IV, Finak N Zac)
4. Black Metal Terrorist – 2:41 (musica: Finak N Zac, Taz Taylor, Ronny J, M-Sol)

Durata totale: 12:42
Note
- Tutte le tracce sono stilizzate in maiuscolo e sono seguito da uno spelling numerico del titolo, fatta eccezione per Black Metal Terrorist, che presenta uno spelling delle sole iniziali del titolo.
- Cash Maniac e Vengeance contengono parti vocali aggiuntive di Mickey de Grand IV.
- Sirens presente delle parti vocali non accreditate di Billie Eilish.

Campionature
- Sumo contiene interpolazioni di "R.I.P. Roach (East Side Soulja)", eseguita da Ski Mask the Slump God ed XXXTentacion.
- Switch It Up contiene un campione di "Wou", eseguita da Mom4eto.
- Mad I Got It interpolazioni di "Loyal", eseguita da Chris Brown, Lil Wayne e Tyga.
- Sirens contiene: un campione di "Serpentine Fire", eseguita da Mark Colby; un'interpolazione di "Zenith", eseguita da Curry stesso e Joey Bada$$; un'interpolazione di "The Star-Spangled Banner".
- Percs contiene un campione di "Elevate", eseguita da SpaceGhostPurpp.
- Vengeance contiene: interpolazioni di "Lane 2 Lane", eseguita da DJ EFN, Curry stesso e Gunplay; interpolazioni di "Chop Em Up", eseguita dai Prop Boyz e Curry stesso; interpolazioni di "We Don't Care", eseguita da Kanye West e interpolazioni di "Gummo", eseguita da 6ix9ine.
- Black Metal Terrorist contiene interpolazioni di "Creepin on Ah Come Up", eseguita dai Bone Thugs-n-Harmony.

## Classifiche
| Classifica (2018)         | Posizione massima |
| ------------------------- | ----------------- |
| Australia                 | 27                |
| Belgio (Fiandre)          | 40                |
| Belgio (Vallonia)         | 173               |
| Canada                    | 84                |
| Finlandia                 | 36                |
| Irlanda                   | 37                |
| Nuova Zelanda             | 16                |
| Paesi Bassi               | 30                |
| Regno Unito               | 62                |
| Stati Uniti               | 28                |
| Stati Uniti (R&B/Hip-Hop) | 15                |